# Fundació per a la Conservació i Recuperació d'Animals Marins
La Fundació per a la Conservació i Recuperació d'Animals Marins (CRAM) és una entitat sense ànim de lucre amb seu al Prat de Llobregat que dispensa cures a animals marins amenaçats que estiguin malalts o ferits, amb l'objectiu de retornar-los al seu medi d'origen una vegada curats.
Fundada el 1994 a Premià de Mar, el 2011 es traslladà a les seves instal·lacions actuals del Prat de Llobregat, equipades amb material punter que converteix el seu Centre de Recuperació d'Animals Marins en un referent europeu.